# Etnozoologia
L'etnozoologia è lo studio multidisciplinare dei rapporti tra culture umane e animali. 
Ciò include la classificazione e nomenclatura delle forme zoologiche. È uno dei principali rami di etnobiologia e condivide molte considerazioni teoriche con l'etnobotanica.

## Suddivisioni
- Etnocarcinologia
- Etnomalacologia
- Etnomiriapodologia
- Etnoparasitologia
- Ethnoentomological
- Etnoornintologia
- Etnoprimatologia

| Controllo di autorità | LCCN (EN) sh85045426 · GND (DE) 4443809-6 · BNE (ES) XX550268 (data) · BNF (FR) cb11948043w (data) · J9U (EN, HE) 987007557799205171 |